# 3-pirrolidinamina
La 3-pirrolidinamina o 3-aminopirrolidina es un compuesto orgánico de fórmula molecular C4H10N2. Posee una estructura igual a la de la pirrolidina pero con un grupo amino adicional unido al carbono 2 del anillo. Es, por tanto, una diamina con un grupo amino secundario —el del heterociclo— y un grupo amino primario —el que se halla unido al carbono 2.

## Propiedades físicas y químicas
La 3-pirrolidinamina es un líquido incoloro o de color amarillo pálido. Su densidad, ρ = 0,984 g/cm³, es prácticamente igual a la del agua, siendo este valor el único evaluado experimentalmente.
Su punto de ebullición es de 164 °C y su punto de fusión 19 °C. Es una sustancia soluble en agua, en proporción aproximada de 1 × 103 g/L; el valor del logaritmo de su coeficiente de reparto, logP = -0,85, revela que su solubilidad es menor en disolventes apolares como el 1-octanol que en disolventes polares. Su tensión superficial es de 34 dina/cm, aproximadamente la mitad que la del agua pero significativamente superior a la de otras aminas heterocíclicas como pirrolidina y piperidina (~ 27 dina/cm).

## Síntesis y usos
La 3-pirrolidinamina se puede sintetizar por hidrogenolisis de un heterociclo nitrogenado N-sustituido, en este caso 1-bencilpirrolidin-3-amina. Las reacción se lleva a cabo a presión normal de hidrógeno —que implica cerrado normal del aparato de reacción después de cargarlo con hidrógeno— y utilizando un catalizador de paladio depositado en carbón activado o alúmina.
Otra vía de síntesis consiste en hacer reaccionar amoníaco con 1,2,4-tribromobutano a una temperatura de 50 °C, añadiendo luego agua e hidróxido sódico; para separar la 3-pirrolidinamina del producto así obtenido se recurre a ácido clorhídrico, que hace precipitar la sal de dihidrocloruro de 3-aminopirrolidina, separando luego el cloruro con una disolución de metóxido sódico en metanol.
En cuanto a los usos de la 3-pirrolidinamina, esta diamina se utiliza como precursor en la síntesis del antibiótico tosufloxacin, del grupo de las fluoroquinolonas.
Derivados de la 3-pirrolidinamina se han empleado como inhibidores de la proteína kinasa B (PKB o Akt) —relacionada con diversos tipos de cáncer— y también han sido evaluados como antagonistas del receptor 2 C-C de las quimiocinas.

## Precauciones
Esta sustancia es combustible y tiene su punto de inflamabilidad a 63 °C. Es irritante y corrosiva, pudiendo ocasionar serios daños en los ojos y quemaduras en la piel.